# Zeche Zollverein Schacht 3/7/10
Zeche Zollverein Schacht 3/7/10 ist eine Schachtanlage in Essen-Katernberg im östlichen Teil des Grubenfelds der Zeche Zollverein. Die Förderung über dem Schacht 3 begann 1882. Es folgten 1897 der Schacht 7 und 1911 der Schacht 10. Das Strebengerüst, Bauart Promnitz 2, trägt eine Seilscheibenbühne in 33 Meter Höhe. Das heute noch erhaltene Fördermaschinen- und Umformergebäude entstand in zwei Abschnitten 1913 und 1920.
Heute befindet sich hier der Bürger- und Handwerkerpark Zollverein 3/7/10. In den Räumlichkeiten befindet sich das Projekt  Phänomania Erfahrungsfeld. Die Anlage gehört zur Route der Industriekultur – Rheinische Bergbauroute.